# ادینگتون (فیلم)
ادینگتون (به انگلیسی: Eddington) یک فیلم کمدی سیاه وسترن معاصر آمریکایی به نویسندگی و کارگردانی آری استر است که در آن واکین فینیکس، پدرو پاسکال، اما استون، لوک گریمز، آستین باتلر، دیردری اوکانل، مایکل وارد و کلیفتن کالینز جونیور به ایفای نقش می‌پردازند. این فیلم توسط ای۲۴ توزیع می‌شود که با اسکوئر پگ آن را تولید می‌کند.

## زمینه داستان
در بهار 2020 و هم‌زمان با اوج‌گیری کرونا، شهردار اَدینگتون «تد گارسیا» با دستور ایالت، محدودیت‌های سختگیرانه و ماسک اجباری را اجرا می‌کند. این اقدام با مخالفت شدید کلانتر شهر، «جو کراس» مواجه می‌شود؛ مخالفتی که به درگیری سیاسی و شخصی میان آن دو می‌انجامد. جو با طرح اتهامی جنجالی علیه تد، رقابت انتخاباتی را شعله‌ورتر می‌کند، اما همسرش «لوییس» این ادعا را رد کرده و شهر را ترک می‌کند.
پس از آن، جو دست به خشونت می‌زند؛ ابتدا یک بی‌خانمان و سپس خود تد و پسرش را می‌کشد و با صحنه‌سازی، ماجرا را حمله نیروهای «آنتیفا» جلوه می‌دهد. در همین زمان، یک گروه افراط‌گرای مسلح به شهر یورش می‌آورد و هرج‌ومرج گسترده‌ای ایجاد می‌کند. گروگان‌گیری، انفجار و تیراندازی، چند کشته و زخمی بر جای می‌گذارد.
در اوج درگیری، جو به‌شدت آسیب می‌بیند، اما جوانی به نام «برایان» جان او را نجات می‌دهد و ویدیوی این صحنه را منتشر می‌کند.
یک سال بعد، برایان با این فیلم شهرت می‌یابد، جو با وجود فلج‌شدن شهردار شده و مادر همسرش «دان» نفوذ زیادی بر او دارد. لوییس اکنون باردار و همراه رهبر یک فرقه افراطی است و «مایکل» که از حمله جان سالم برده، به مقام معاونت کلانتری رسیده است.

## بازیگران
- واکین فینیکس
- پدرو پاسکال
- اما استون
- آستین باتلر
- لوک گرایمز
- دیردری اوکانل
- مایکل وارد
- کلیفتن کالینز جونیور
- ویلیام بلو
- کامرون مان
- مت گومز هیداکا
- آملی هوفرل

## تولید
آری استر فیلم‌نامه‌ای برای یک فیلم وسترن معاصر نوشت که در مقطعی به ساخت آن به عنوان اولین کارگردانی خود فکر می‌کرد. او مدعی شد که برای ساخت آن حدود پنج سال تلاش کرده است تا اینکه تصمیم گرفت ابتدا فیلم‌های موروثی و میدسامر را بسازد. استر هنگام تبلیغ سومین فیلم خود، بیو می‌ترسد، نشان داد که فیلم بعدی او احتمالاً در ژانر وسترن خواهد بود و او آن را طوری به روز رسانی کرده بود تا در طول دنیاگیری کووید-۱۹ اتفاق بیفتد. اما استون و کریستوفر ابوت برای بازی در این فیلم در ژانویه ۲۰۲۳ پیوستند، و استر همچنین قصد داشت دوباره با واکین فینیکس برای این فیلم همکاری کند. استر و فینیکس در اوت ۲۰۲۳ مکان‌های فیلمبرداری را در نیومکزیکو جستجو می‌کردند. در مارس ۲۰۲۴، فینیکس، استون، آستین باتلر، پدرو پاسکال، لوک گریمز، دیردری اوکانل، مایکل وارد و کلیفتن کالینز جونیور به بازیگران اضافه شدند و باتلر نقش ابوت را بر عهده گرفت.